# استوارت دیمون
استوارت دیمون (انگلیسی: Stuart Damon; ۵ فوریهٔ ۱۹۳۷ – ۲۹ ژوئن ۲۰۲۱ (۸۴ سال)) بازیگر اهل ایالات متحده آمریکا بود.
از فیلم‌ها یا برنامه‌های تلویزیونی که وی در آن نقش داشته‌است می‌توان به بیمارستان عمومی اشاره کرد.